# Jaroslav Radoň
Nrtm. Jaroslav Radoň (* 3. září 1986 Kutná Hora) je bývalý český rychlostní kanoista.
Sportovec, kterého vychoval trenér Josef Fuksa v Nymburce a závodník Dukly Praha a svěřenec trenéra Libora Dvořáka. Reprezentoval Českou republiku v kategorii kánoe jednotlivců (C1) a kanoe dvojic (C2) společně s Tomášem Hrůzou a od roku 2009 s Filipem Dvořákem.
Mezi největší úspěchy do roku 2009 patří 4. a 6. místo z mistrovství světa akademiků v roce 2008, 7. a 6. místo z mistrovství Evropy do 23 let v Poznani (2009). Z juniorských kategorií je největším úspěchem dvakrát 7. místo z mistrovství světa v Japonsku s dlouholetými parťáky Janem Kordíkem, Martinem Drahokoupilem a Tomášem Hrůzou, s nímž navíc deset let závodil na C2. Zároveň je také 23násobným mistrem České republiky.
V roce 2010 nezávodil kvůli zdravotním problémům. V sezóně 2011 se však vrátil a spolu s Filipem Dvořákem skončili na Světovém poháru v Račicích dvakrát na čtvrtém místě a na Světovém poháru v Duisburgu na osmém, sedmém a šestém místě. O měsíc později dosáhli na mistrovství Evropy v Bělehradě pátého a šestého místě s minimálními odstupy na vítěze. Na mistrovství Světa v roce 2011 v Szegedu v Maďarsku si dvěma čtvrtými místy zajistili účast na Olympijských hrách v Londýně. Zároveň se stali posádkou roku v anketě Kanoista roku.
V roce 2012 se Radoňovi s Dovřákem podařilo dvakrát vyhrát světový pohár a také Mistrovství Evropy na 500 m Na Olympijských hrách v Londýně skončili na pátém místě, což vzhledem k celé sezóně i přes vynikající umístění bylo zklamání.
Rok 2013 byl pro něho a jeho deblového partnera Filipa Dvořáka nejúspěšnější v jejich společné kariéře. Získali dohromady 10 medailí z mezinárodních akcí. Zvítězili na Světovém poháru v Račicích, z letní Univerziády V Kazani v Rusku si odvezli tři stříbrné medaile a na Mistrovství Světa v Duisburgu získali dvě bronzové medaile, což je největší úspěch v jejich kariéře.
Po LOH 2016 v Rio de Janeiro ukončil sportovní kariéru a na mistrovství světa 2017 v Račicích už byl jako trenér Indonésie.